# Мороз (марсианский кратер)
Мороз (лат. Moroz) — ударный кратер на Марсе. Назван в честь советского и российского астронома Василия Ивановича Мороза. Это название было утверждено Международным астрономическим союзом в 2007 году. Диаметр кратера — 116 км, координаты центра: 23°46′ ю. ш. 20°10′ з. д. / 23,77° ю. ш. 20,17° з. д.
С кратером соединяется система сухих русел Samara Valles.